# Salvia gontscharowii
Salvia gontscharowii là một loài thực vật có hoa trong họ Hoa môi. Loài này được Kudrjasch. miêu tả khoa học đầu tiên năm 1938.